# Milan Dobrovoljac
Milan Dobrovoljac (cyr. Милан Добровољац, pseudonimy Milko Dobrovoljac, Tonček Žmigavec, Žmigavec, ur. 11 marca 1879 w Dugo Selo, zm. 13 marca 1966 w Belgradzie) – chorwacki duchowny starokatolicki, polityk jugosłowiański, pisarz i dziennikarz.

## Życiorys
Milan Dobrovoljac ukończył gimnazjum i rzymskokatolickie seminarium duchowne w Zagrzebiu. W 1901 roku został wyświęcony na księdza katolickiego, a następnie pracował jako duszpasterz w Dugo Selo i Trnju. Prześladowany przez władze węgierskie za poglądy narodowe i działalność polityczną zmuszony był kilkakrotnie zmieniać miejsce swojego pobytu. Pozbawiony prawa do wykonywania posługi porzucił stan kapłański. Podjął studia prawnicze. W 1905 roku przeszedł na luteranizm. Odbył edukację z zakresu teologii ewangelickiej w Soproniu i Rostocku. Po studiach w Cesarstwie Niemieckim powrócił do służby duchownej. Został pastorem luterańskim. Pracował w Požega i Hrastovac.
Z początkiem I wojny światowej był kapelanem wojskowym Armii Austro-Węgier w szpitalach w Usori i Szkodrze. Został postawiony przed sądem wojskowym za agitację antypaństwową. Z powodu tyfusu, którego nabawił się podczas pełnienia obowiązków służbowych uniknął kary śmierci. Został zesłany w ramach wyroku do Galicji. W następnych latach pracował przy robotach publicznych w Krakowie. Po zakończeniu działań wojennych zorganizował własny zbór i zajął się organizacją pomocy dla Słowian Południowych wracających przez ziemie polskie z niewoli rosyjskiej.
W 1921 roku powrócił do ojczyzny i zamieszkał w Dugo Selo. Był dziennikarzem i pisarzem. Udzielał się w lokalnym życiu politycznym i społecznie. Pełnił kilkakrotnie funkcję naczelnika gminy. Był działaczem chorwackiego Sokoła. W życiu religijnym odszedł od luteranizmu. Związał się z ideologami chorwackiego Kościoła narodowego. W 1927 roku jako gorliwy wyznawca poglądów politycznych i teologicznych biskupa Josipa Strossmayera został starokatolikiem i wstąpił do Chorwackiego Kościoła Starokatolickiego w Królestwie Serbów, Chorwatów i Słoweńców.
W 1938 roku został wybrany na posła Zgromadzenia Narodowego Królestwa Jugosławii. W związku z objęciem funkcji parlamentarzysty w 1939 roku przeprowadził się do Belgradu. W okresie okupacji był krytycznie nastawiony do ruchu Ustasze. W 1945 roku przystąpił do Antyfaszystowskiej Rady Wyzwolenia Narodowego Jugosławii.
Po II wojnie światowej działał w strukturach władz Związku Kościołów Starokatolickich w Federacyjnej Ludowej Republice Jugosławii. W 1947 roku otrzymał funkcję wikariusza generalnego Wikariatu Belgradzkiego. Cieszył się, podobnie jak inni duchowni tego wyznania, poparciem komunistycznych władz i dyktatora Josipa Broz Tito. Starokatolicyzm był bowiem traktowany jako narzędzie do walki z katolicyzmem, a Związek jako potencjalna przeciwwaga dla Kościoła katolickiego skompromitowanego w oczach jugosłowiańskiej opinii publicznej za kolaborację z Ustasze.
W 1954 roku Milan Dobrovoljac stanął na czele Kościoła Starokatolickiego w Serbii. Następnie został biskupem przewodniczącym Związku Kościołów Starokatolickich w Socjalistycznej Federacyjnej Republice Jugosławii. 22 czerwca 1958 roku w Belgradzie przyjął sakrę z rąk biskupa naczelnego Kościoła Polskokatolickiego w Polskiej Rzeczypospolitej Ludowej, Juliana Pękali.
W 1959 roku został odznaczony Orderem Braterstwa i Jedności I klasy.

## Twórczość
Milan Dobrovoljac debiutował jako autor w 1898 roku pod pseudonimem Milko Dobrovoljac. Na dobre zaczął pisać po powrocie z Polski. W okresie Królestwa Jugosławii używał pseudonimu Žmigavec.
Tworzył wiersze dla dzieci i młodzieży, satyry i teksty piosenek. Okazjonalnie także pisał na temat wydarzeń społecznych i politycznych.